# Elek Bacsik
Elek Bacsik (ur. 22 maja 1926 w Budapeszcie, zm. 14 lutego 1993 w Glen Ellyn, Illinois) – węgierski muzyk jazzowy grający na skrzypcach oraz gitarze. Był kuzynem Django Reinhardta.
Studiował grę na skrzypcach w Budapeszcie. Jednak z czasem skupił się na nauce gry na gitarze. W 1959 roku wyjechał do Paryża, gdzie mieszkał do 1966 roku, kiedy to wyjechał na stałe do Stanów Zjednoczonych. Przez całą swoją karierę współpracował z wieloma muzykami jazzowymi, między innymi z: Artem Simmonsem, Quentin Jacksonem, Lou Bennettem czy Dizzy Gillespiem.

## Dyskografia[1]
- Bossa Nova (1960)
- The Electric Guitar of the Eclectic Elek Bacsik (1962)
- Guitar Conceptions (1963)
- Quatre Slows par (1963)
- Jazz Guitarist (1963)
- I Love You (1974)
- Bird and Dizzy A Musical Tribute (1975)
- Nuages (2002)